# Leonid Míjelson
Leonid Víktorovich Míjelson (en ruso: Леони́д Ви́кторович Михельсо́н; nacido el 11 de agosto de 1955) es un oligarca y empresario multimillonario ruso, director ejecutivo, presidente y principal accionista de la compañía de gas rusa Novatek.
Después del colapso de la Unión Soviética, Míjelson obtuvo la participación en una empresa privatizada de construcción de oleoductos a partir de la cual formó Novatek. Es socio comercial del multimillonario ruso Guennadi Timchenko, cercano al presidente ruso Vladímir Putin.
Según el Forbes, tiene un patrimonio neto de 24,100 millones de dólares estadounidenses en enero de 2024, lo que lo convertía en la 69.ª persona más rica del mundo y la tercera persona más rica de Rusia.

## Biografía
Nacido en una familia judía asquenazí, Míjelson comenzó su carrera como ingeniero despuésde graduarse de Ingeniería Civil Industrial en el Instituto de Ingeniería Civil de Samara en 1977. Comenzó a trabajar como capataz en una empresa de construcción y montaje en el área de Tiumén en Siberia. Uno de sus proyectos iniciales fue la construcción del gasoducto Urengoi-Chelabinsk. En 1985, fue nombrado Ingeniero Jefe de Riazantruboprovodstroi. En 1987, se convirtió en director general de Kuibishevtruboprovodstroi, una de las primeras empresas en privatizarse tras la disolución de la Unión Soviética.
Míjelson continuó como director general de la empresa, que pasó a llamarse NOVA, hasta octubre de 1994. Luego se convirtió en director general del holding, Novafinivest, que después se conoció como NOVATEK. Desde 2008 hasta 2010, Míjelson fue presidente de la junta directiva de OAO Stroytransgas y OOO Art Finance. Actualmente ocupa el cargo de Presidente de la Junta Directiva de ZAO SIBUR y es miembro de la Junta de Supervisión del OAO Banco de Desarrollo Regional Ruso.
SIBUR es una empresa petroquímica y de procesamiento de gas que opera 26 sitios de producción en Rusia, con sede en Moscú. Míjelson posee una participación del 57.5% en Sibur y una participación del 25% en Novatek.
Míjelson tiene un gran interés en el arte y afirma que el "99 por ciento" de su interés está en el arte ruso y contemporáneo. También estableció su propia fundación junto con la curadora de arte, Teresa Iarocci Mavica. La Fundación V-A-C, que promueve el arte ruso contemporáneo y tiene vínculos internacionales con el New Museum de Nueva York, los museos Tate del Reino Unido y la galería Whitechapel de Londres. En mayo de 2017, la fundación también abrió un espacio de exhibición en Venecia bajo el nombre V-A-C Zattere. El 4 de diciembre de 2021 abrió el GES-2 House of Culture, museo de arte ubicado en Moscú.

## Socios notables
Míjelson a menudo se asocia con el multimillonario ruso Guennadi Timchenko en proyectos comerciales y de inversión. Son socios y accionistas mayoritarios de Novatek y SIBUR. En 2013, Míjelson y Timchenko vendieron el 12% de SIBUR a socios administradores. Tanto Míjelson como Timchenko aparecen en la lista de multimillonarios de Forbes. En 2012, Míjelson fue catalogado como el segundo ruso más rico en varios artículos, incluido Bloomberg. Míjelson y Novatek son los principales patrocinadores de la Federación Rusa de Fútbol.
Míjelson recibió la Orden de la Insignia de Honor de la Federación Rusa.

## Vida personal
Míjelson está casado, tiene dos hijos y vive en Moscú. Su hija Victoria estudió historia del arte en la Universidad de Nueva York y en el Instituto de Arte Courtauld de Londres.
Leonid Míjelson es uno de los muchos oligarcas rusos nombrados en la Ley de estadounidense para contrarrestar a adversarios a través de sanciones, CAATSA, promulgada por el presidente Donald Trump en 2017.